# All-Ireland Senior Football Championship 1934
L'All-Ireland Senior Football Championship 1934 fu l'edizione numero 48 del principale torneo di calcio gaelico irlandese. Galway batté in finale Dublino ottenendo il secondo trionfo della sua storia.

## Semifinali
| Tuam 12 agosto 1934 | Galway | 1-08 – 1-04 | Cavan |  |

| Tuam 9 settembre 1934 | Dublino | 3-08 – 0-06 | Kerry |  |

### Finale
| Dublino 23 settembre 1934 | Galway | 3-05 – 1-09 | Dublino | Croke Park (36143 spett.) |